# Discografia lui Gabi Luncă
Discografia lui Gabi Luncă însumează numeroase apariții discografice (ebonite, viniluri, benzi de magnetofon, casete audio, CD-uri, DVD-uri) ce conțin înregistrări efectuate în perioada 1959-1991 la casa de discuri Electrecord.

## Discuri Electrecord
| An   | Număr de catalog                                               | Format                     | Piese | Acompaniament |
| 1959 | EPA 2693                                                       | shellac, 25 cm, 78 RPM     | Am un pom în bătătură M-am jurat că nu mai beau | Orchestra „Electrecord”, dirijor Ionel Budișteanu                                                                              |
| 1959 | EPA 2694                                                       | shellac, 25 cm, 78 RPM     | Bună seara mândră bună | Orchestra „Electrecord”, dirijor Ionel Budișteanu                                                                              |
| 1959 | EPA 2750                                                       | shellac, 25 cm, 78 RPM     | Lasă-mă-n casă nevastă | Orchestra „Electrecord”, dirijor Nicu Stănescu                                                                                 |
| 1959 | EPA 2786                                                       | shellac, 25 cm, 78 RPM     | Cântec de nuntă (Frumoasă-i nunta la țară) | Orchestra „Electrecord”, dirijor Nicu Stănescu                                                                                 |
| 1960 | EPC 211                                                        | vinil, 17 cm, 33 ⅓ RPM     | 1. M-am jurat să nu mai beau 2. Lasă-mă-n casă, nevastă | Orchestra „Electrecord”, dirijori: Ionel Budișteanu (1), Nicu Stănescu (2)                                                     |
| 1960 | EPA 2942                                                       | shellac, 25 cm, 78 RPM     | De cine mi-e mie dor | orchestra Zisu Georgescu |
| 1964 | EPA 3324                                                       | shellac, 25 cm, 78 RPM     | Azi e nor, mâine-i senin Îmi vine de mii de ori | orchestra Florian Economu |
| 1964 | EPC 463                                                        | vinil, 17 cm, 33 ⅓ RPM     | 1. Pe sub poale de pădure 2. Cântec de masă 3. Azi e nor, mâine-i senin 4. Îmi vine de mii de ori | orchestra Florian Economu |
| 1965 | EPC 564                                                        | vinil, 17 cm, 33 ⅓ RPM     | 1. Am un pom în bătătură 2. Bună seara, mândră bună 3. Cântec de nuntă 4. De cine mi-e mie dor | Orchestra „Electrecord” dirijori: Ionel Budișteanu (1, 2), Nicu Stănescu (3), orchestra Zisu Georgescu (4)                     |
| 1966 | EPC 728                                                        | vinil, 17 cm, 33 ⅓ RPM     | 1. Sus în deal pe poieniță 2. Neicuță, mi-aduc aminte 3. Neică cum te-ai îndurat 4. De-ar fi drumul prin pădure | Taraful fraților Gore |
| 1967 | EPD 1170                                                       | vinil, LP, 25 cm, 33 ⅓ RPM | 1. Mă gândesc, neică la tine 2. Dă mamă cu biciu-n mine 3. Cântec lung de masă 4. Supărată sunt pe lume 5. Rău e doamne bolnăvioară 6. Am crescut băieți și fete | Taraful fraților Gore |
| 1968 | EPD 1203                                                       | vinil, LP, 25 cm, 33 ⅓ RPM | 1. Am avu o măicușoară 2. Erau odată doi iubiți 3. Bătui pe murgul cu palma 4. M-a ajuns un dor de-acasă 5. Nu știu ce-i cu norocul 6. Grea, mi-e Domane, inima 7. Cântec la îmbrăcatul miresei | orchestra Constantin Mirea |
| 1971 | EPE 0615                                                       | vinil, LP, 30 cm, 33 ⅓ RPM | 5. Omul care are noroc 7. Trenule, când oi pleca 9. De ce, oare, sunt lăsată | orchestra Constantin Mirea |
| 1974 | ST-C.S. 027 Gipsy songs II                                     | vinil, LP, 30 cm, 33 ⅓ RPM | 1. Grea mi-e doamne inima 2. Mă gândesc, neică la tine 3. Dă mamă cu biciu-n mine 4. Am avu o măicușoară 5. M-a ajuns un dor de-acasă 6. Nu știu ce-i cu norocul 7. Supărată sunt pe lume 8. Rău e doamne bolnăvioară | orchestra Constantin Mirea (1,4-6) Taraful fraților Gore (2,3,7,8)                                                             |
| 1974 | STM-EPE 01008 reeditare: EPD 1203 EPD 1170                     | vinil, LP, 30 cm, 33 ⅓ RPM | 1. Am avut o măicușoară 2. Erau odată doi iubiți 3. Bătui pe murgul cu palma 4. M-a ajuns un dor de-acasă 5. Nu știu ce-i cu norocul 6. Dă mamă cu biciu-n mine 7. Cântec lung de masă (Spune, spune, pui de corb) 8. Supărată sunt pe lume 9. Rău e doamne bolnăvioară 10. Am crescut băieți și fete | orchestra Constantin Mirea (1-5) Taraful fraților Gore (6-10)                                                                  |
| 1977 | STM-EPE 01372 Mă dusei și eu în codru                          | vinil, LP, 30 cm, 33 ⅓ RPM | 1. Mă dusei și eu în codru 2. Pasăre necunoscută 3. Și-am luat-o pe drum la vale 4. Fericit e omu-n lume 5. Pasăre de peste vale 6. Maneaua 7. Nu știu de ce sunt lăsată 8. De unde vii tu, măi lele 9.Peste deal, lângă pădure 10. Cuculeț de la pădure | orchestra Ion Onoriu |
| 1983 | ST-EPE 2415 Măi neicuță din Pitești                            | vinil, LP, 30 cm, 33 ⅓ RPM | 1. Măi neicuță din Pitești 2. La casa din ulicioară 3. Neicuță, de-atâta dor 4. Lângă o pădurice verde 5. Aseară la noi în sat 6. Într-o pădure-nverzită 7. Într-o zi, la poarta mea 8. Ieri a fost o zi frumoasă | orchestra Ion Onoriu |
| 1983 | STC 00244 Măi neicuță din Pitești                              | casetă audio               | 1. Măi neicuță din Pitești 2. La casa din ulicioară 3. La puțul cu salcia 4. Neicuță, de-atâta dor 5. Lângă o pădurice verde 6. Aseară la noi în sat 7. Într-o pădure-nverzită 8. Pe drumul bătut de piatră 9. Într-o zi, la poarta mea 10. Ieri a fost o zi frumoasă | orchestra Ion Onoriu |
| 1983 | STC 00218 Pasăre necunoscută                                   | casetă audio               | 1. Pasăre necunoscută 2. Fericit e omu-n lume 3. Pasăre de peste vale 4. Nu știu de ce sunt lăsată 5. Peste deal lângă pădure 6. De unde vii tu măi lele? 7. Am avut o măicușoară 8. Bătui pe murgu cu palma 9. M-a ajuns un dor de-acasă 10. Cântec la îmbrăcatul miresei | orchestra Ion Onoriu orchestra Constantin Mirea                                                                                |
| 1991 | ST-EPE 03914 Anii mei și tinerețea                             | vinil, LP, 30 cm, 33 ⅓ RPM | 1. Anii mei și tinerețea 2. Omul bun n-are noroc 3. Am visat aseară 4. Două mame pentru o fată 5. Pomule, de ce te-apleci? 6. Dacă zici că mă iubești 7. Vai, ce rău mă simt acuma 8. Câte griji are o mamă | orchestra Ion Onoriu |
| 1991 | STC 00715 Anii mei și tinerețea                                | casetă audio               | 1. Anii mei și tinerețea 2. Omul bun n-are noroc 3. Am visat aseară 4. Două mame pentru o fată 5. De-ai fi, neică, lângă mine 6. Pomule, de ce te-apleci? 7. Dacă zici că mă iubești 8. Vai, ce rău mă simt acuma 9. Câte griji are o mamă 10. Merg să-mi caut satul | orchestra Ion Onoriu |
| 1992 | CDS-023 Amar, amar                                             | vinil, LP, 30 cm, 33 ⅓ RPM | 1. Amar, amar 2. Mă roagă o florăreasă 3. Într-o zi de toamnă tristă 4. Dă Daomne, ploaie cu foc 5. Hora de la dămăroaia 6. Oameni buni si dragă lume 7. Într-o casă-nsingurată 8. Hai, Romale 9. La mulți ani 10. Horă | orchestra Ion Onoriu |
| 2002 | EDC 463 Fata care vinde flori                                  | compact disc               | 1. La cârciuma de la drum 2. De la pădure la sat 3. Fata care vinde flori; Dacă mă iubești; Răpirea din serai; Ineluș cu piatră albastră 4. Tu ești floarea vieții mele 5. Pe drumul de la Buzău 6. Mi-e inima întristată; O măicuță singurea 7. Ia mai dă o damigeană! 8. Eu de când te-am cunoscut 9. București, oră exactă; Tată ce mult ai muncit; Cântă ciocârlia-n crâng 10. Cu-o damigeană și-un pahar 11. Cucule, de unde vii 12. Puișorul mamei 13. La fântana cu apă dulceagă | orchestra Ion Onoriu (3,4,6,9,12) orchestra Constantin Mirea (1,5,7,8,10,11,13)                                                |
| 2002 | STC 001451 Fata care vinde flori                               | casetă audio               | 1. De la pădure la sat 2. La cârciuma de la drum 3. Tu ești floarea vieții mele 4. Fata care vinde flori; Dacă mă iubești; Răpirea din serai; Ineluș cu piatră albastră 5. Eu de când te-am cunoscut 6. Pe drumul de la Buzău 7. Mi-e inima întristată; O măicuță singurea 8. Ia mai dă o damigeană! 9. București, oră exactă; Tată ce mult ai muncit; Cântă ciocârlia-n crâng 10. Cu-o damigeană și-un pahar                                                                           | orchestra Constantin Mirea (1,2,5,6,8,10) orchestra Ion Onoriu (1,3,4,7,9)                                                     |
| 2005 | EDC 676 Două mame pentru-o fată                                | compact disc               | 1. Două mame pentru-o fată 2. Nu știu ce e cu norocu' 3. Lâng-o pădurice verde 4. Ieri a fost o zi frumoasă 5. Trenule, când oi pleca 6. Aseară la noi în sat 7. Rău e, Doamne, bolnăvioară 8. Mai neicuță din Pitești 9. Erau odată doi iubiți 10. Anii mei și tinerețea 11. Câte griji are o mamă 12. Cuculeț de la pădure 13. Nu știu de ce sunt lăsată | orchestra Ion Onoriu (1,3,4,6,8,10-13), orchestra Constantin Mirea (2,5,9), Taraful fraților Gore (7)                          |
| 2005 | EDC 677 Azi e nor, mâine-i senin                               | compact disc               | 1. Sus in deal pe poienita 2. Mi-aș pune în traistă pâine 3. Mă dusei și eu în codru 4. Azi e nor, mâine-i senin 5. Am visat aseară 6. Afară plouă și varsă 7. Pasăre de peste vale 8. Fericit e omu-n lume 9. Într-o pădure-nverzită 10. Vai, ce rau mă simt acuma 11. Peste deal lângă pădure 12. Pomule, de ce te-apleci 13. Neică, cum te-ai îndurat | Taraful fraților Gore (1,2,13), orchestra Ion Onoriu (3,5,7-12), orchestra Florian Economu (4), orchestra Ionel Budișteanu (6) |
| 2005 | EDC 682 Oameni buni și dragă lume                              | compact disc               | 1. Oameni buni și dragă lume 2. Hai, Romane 3. Dă, Doamne, ploaie cu foc 4. Amar, amar 5. Într-o casă-nsigurantă 6. Ma roagă o florăreasă 7. Am avut o măicușoară 8. Horă 9. Supărat sunt pe lume 10. Într-o zi de toamnă tristă 11. La mulți ani, Alin ! 12. Horă 13. M-a ajuns un dor de-acasă | orchestra Ion Onoriu (1-6,8,10-12), orchestra Constantin Mirea (7,13), Taraful fraților Gore (9)                               |
| 2009 | EDC 913 Dă mamă cu biciu-n mine. Comori ale muzicii lăutărești | compact disc               | 1. Am crescut băieți și fete 2. Am avut o măicușoara 3. Într-o zi la poarta mea 4. Dă mamă cu biciu-n mine 5. Lâng-o pădurice verde 6. Pasăre necunoscută 7. Cu-o damigeană și-un pahar 8. Cuculeț de la pădure 9. Nu știu ce e cu norocul 10. Și-am luat-o pe drum la vale 11. M-a ajuns un dor de-acasă 12. Aseară la noi în sat 13. Spune, spune pui de corb 14. Anii mei și tinerețea 15. Cucule de unde vii 16. Ieri a fost o zi frumoasă 17. Peste deal lâng-o pădure             | Taraful fraților Gore (1,4,13), orchestra Constantin Mirea (2,7,9,11,15), orchestra Ion Onoriu (3,5,6,8,10,12,14,16,17)        |